# Grillenwaage

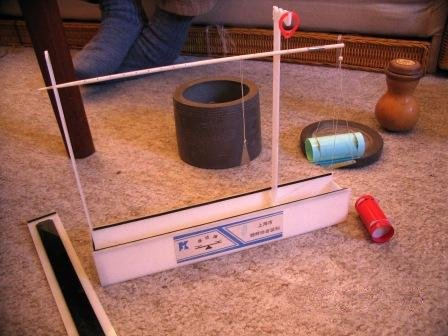
Grillenwaage (Herstellung kontrolliert vom Grillenverein Shanghai)

Grillenwaagen sind Waagen, mit denen zu Tierkämpfen gefangene, gezüchtete, trainierte und eingesetzte Grillen gewogen werden. Damit wird gewährleistet, dass bei Grillenkampfturnieren nur Tiere der gleichen Gewichtsklasse gegeneinander antreten. Sie sind besonders in China verbreitet.
Bis in die jüngste Zeit wurden speziell dafür hergestellte Laufgewichtswaagen verwendet, bei denen die Grillen in einem zylindrischen verschlossenen Behältnis aus verschiedenen Materialien gewogen wurden.
In neuerer Zeit werden dafür auch elektronische Grillenwaagen (Dianzi xishuai cheng) eingesetzt.